# Réserves de biosphère en Allemagne

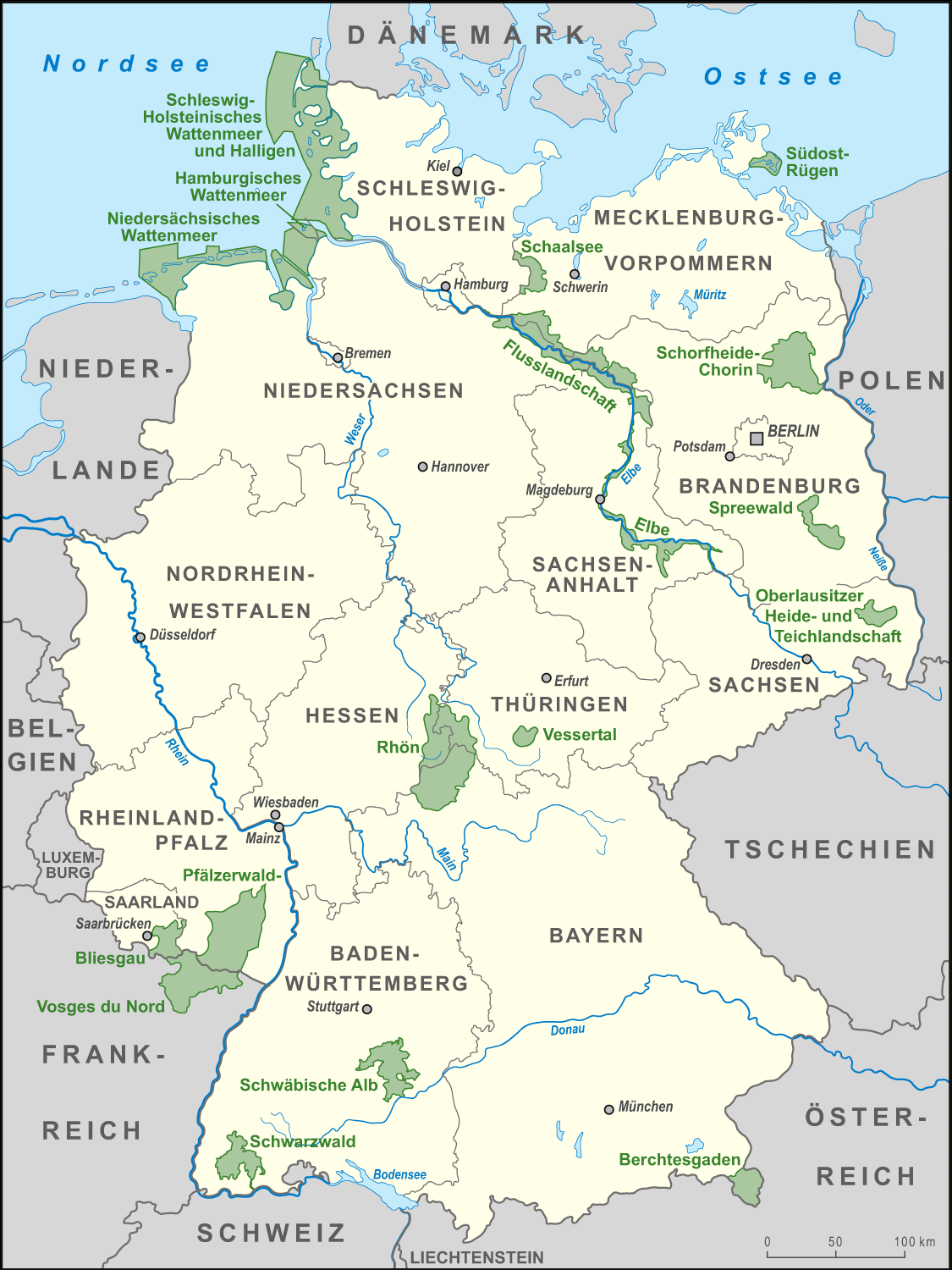
Carte des réserves de biosphère sur le territoire allemand.

L'Allemagne possède 16 réserves de biosphère (en allemand : Biosphärenreservate) reconnues par l'UNESCO dans le cadre du programme sur l'homme et la biosphère.
Depuis 2018, les réserves de biosphère sont fédérées à l'échelle nationale par le MAB allemand (MAB-Nationalkomitee, MAB-NK). Le comité est présidé par le Ministère fédéral de l'environnement, de la conservation de la nature et de la sûreté nucléaire (BMU) et sa gestion est assurée par l'Office fédéral de la conservation de la nature.

La réserve de biosphère du Pfälzerwald est transfrontalière avec la France.

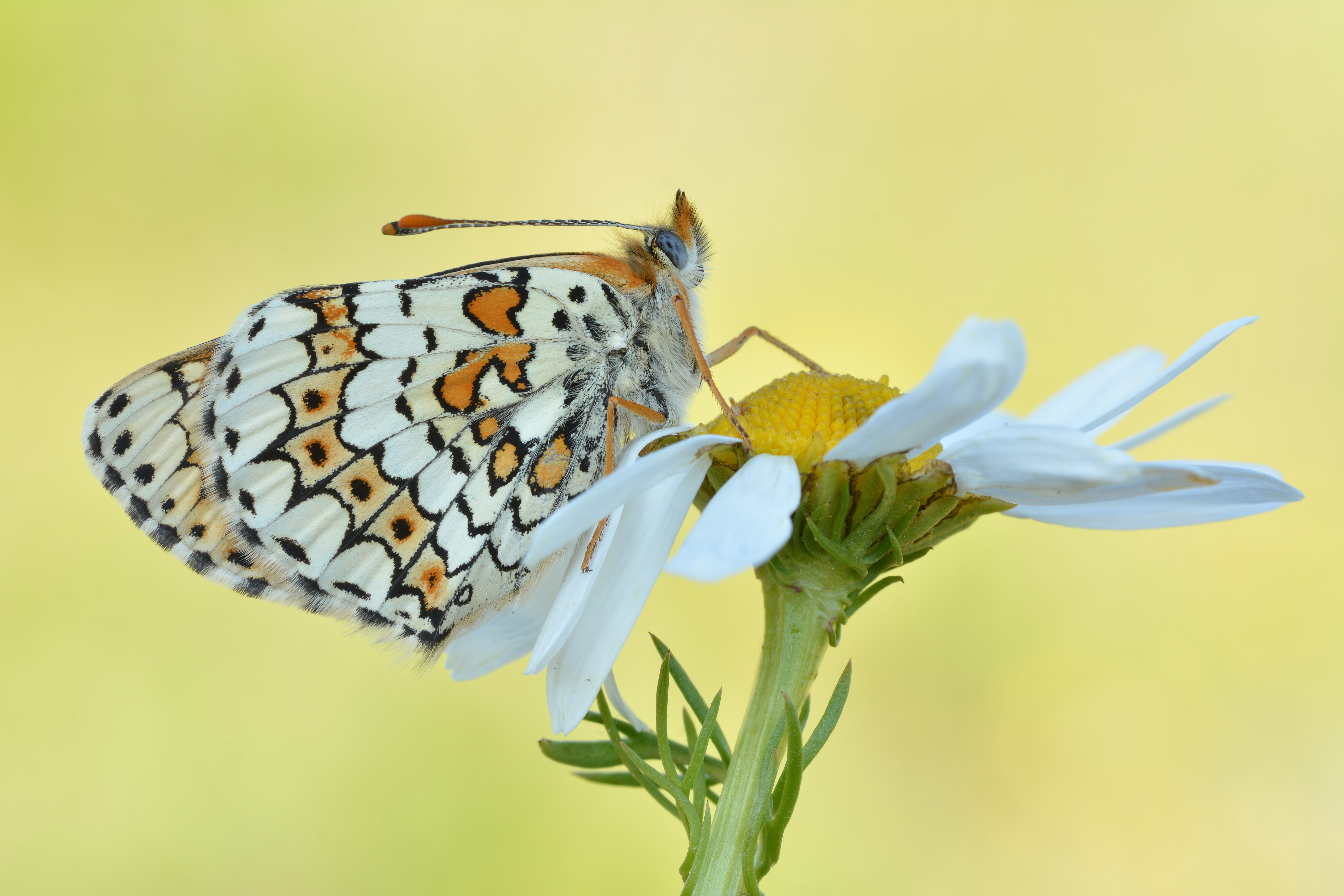
Un melitaea cinxia posé sur une camomille romaine dans la Biosphärenreservat Flusslandschaft Elbe-Brandenburg, une réserve de biosphère en Allemagne. Mai 2019.

## Liste
| #  | Réserve de biosphère | Land                                                                                     | Année de reconnaissance | Surface totale (ha) | Illustration |
| -- | --- | ---------------------------------------------------------------------------------------- | ----------------------- | ------------------- | ------------ |
| 1  | Forêt de Thuringe (Thüringer Wald) | Thuringe                                                                                 | 1979                    | 33,672              |              |
| 2  | Réserve de biosphère du Paysage fluvial de l'Elbe (de) (Flusslandschaft Elbe) Englobe les réserves de biosphère : Mittelelbe, Steckby-Lödderitzer Forst, Flusslandschaft Elbe-Brandenburg, Flusslandschaft Elbe-Mecklenburg-Vorpommern, Niedersächsische Elbtalaue | Saxe-Anhalt Brandebourg Mecklembourg-Poméranie-Occidentale Basse-Saxe Schleswig-Holstein | 1979                    | 342,847             |              |
| 3  | Réserve de biosphère du Pays de Berchtesgaden (de) (Berchtesgadener Land) | Bavière                                                                                  | 1990                    | 83,894              |              |
| 4  | Mer des Wadden du Schleswig-Holstein (Schleswig-Holsteinisches Wattenmeer) | Schleswig-Holstein                                                                       | 1990                    | 443,085             |              |
| 5  | Schorfheide-Chorin | Brandebourg                                                                              | 1990                    | 129,161             |              |
| 6  | Rhön | Bavière Hesse Thuringe                                                                   | 1991                    | 184 939             |              |
| 7  | Forêt de la Spree (Spreewald) | Brandebourg                                                                              | 1991                    | 47,509              |              |
| 8  | Réserve de biosphère du Sud-est de Rügen (de) (Südost-Rügen) | Mecklembourg-Poméranie-Occidentale                                                       | 1991                    | 22,800              |              |
| 9  | Mer des Wadden de Hambourg (Hamburgisches Wattenmeer) | Hambourg                                                                                 | 1992                    | 11 700              |              |
| 10 | Mer des Wadden de Basse-Saxe (Niedersächsisches Wattenmeer) | Basse-Saxe                                                                               | 1992                    | 240 000             |              |
| 11 | Forêt du Palatinat-Vosges du Nord (Pfälzerwald-Nordvogesen) | Rhénanie-Palatinat / France                                                              | 1998                    | 301,800             |              |
| 12 | Paysage de landes et d'étangs de Haute-Lusace (Oberlausitzer Heide- und Teichlandschaft) | Saxe                                                                                     | 1996                    | 30,102              |              |
| 13 | Lac Schaal | Mecklembourg-Poméranie-Occidentale                                                       | 2000                    | 30 257              |              |
| 14 | Réserve de biosphère de Bliesgau (de) | Sarre                                                                                    | 2009                    | 36,152              |              |
| 15 | Jura souabe (Schwäbische Alb) | Bade-Wurtemberg                                                                          | 2009                    | 84,525              |              |
| 16 | Forêt-Noire (Schwarzwald) | Bade-Wurtemberg                                                                          | 2017                    | 63,326              |              |
| 17 | Drömling (de) (Drömling Sachsen-Anhalt) | Saxe-Anhalt Basse-Saxe                                                                   | 2023                    | 38 500              |              |

## Ancienne réserve de biosphère
- Bayerischer Wald, créée en 1981, elle a été supprimée en 2007.